# Oldřich Menclík
Oldřich Menclík (14 giugno 1923 – 14 dicembre 2003) è stato un calciatore cecoslovacco, di ruolo difensore.

## Carriera

### Club
Ha sempre giocato nel campionato cecoslovacco.

### Nazionale
Ha collezionato 15 presenze in Nazionale.